# 「ニセ医学」に騙されないために
『「ニセ医学」に騙されないために』（ニセいがくにだまされないために）はNATROMが著した健康本。2014年6月25日にメタモル出版から刊行された。NATROMとはハンドルネームであり、自らを内科医とする。2018年11月29日に内外出版社から新装版が刊行され、著者のペンネームは名取宏（）とされた。当初の副題は「危険な反医療論や治療法、健康法から身を守る！」だったが、新装版では「科学的根拠（）をもとに解説」に変更されている。

## 概要
NATROMというハンドルネームでインターネット上で健康情報を発信していた人物が書いた本で、参考とした論文名も掲載しているので肩書ではなく内容で判断してほしいとしている。そのハンドルネームのまま本書を出版したが、著書名について自身でも「インターネットに慣れていない人たちにいくらかの混乱を招いた」と述べており、新装版では新たに名取宏というペンネームを名乗っている。「ニセ医学」について「医学の形態をとっているものの、実は医学ではないもの」という程度の定義をしているという。そして「ニセ医学」と医学との境界は明確ではなく、厳密な定義付けが困難であることからカギ括弧を付して「ニセ医学」と表現していると述べている。
そのため本書においては、「ニセ医学」であることが明らかな「医学的根拠がまったくない荒唐無稽なもの」や「効果がないことが証明された事例」を取りあげたと述べており、「科学的根拠に乏しい主張」30項目を取り上げ批判的に言及したとしている。本書が「ニセ医学」として取り上げたものとして、抗がん剤やワクチンなどを否定する有害論やホメオパシーなどがあげられる。また、本書について「責任のある公的な立場の方は一通り読んでいただいて、『これはいくらなんでもありえない』というようなことを知識として持ってほしい」と述べており、マスコミ関係者や政治家は「変なことを書く前に、うっかりおかしなことを話す前に、極端に悪い事例を取り上げている本書を読んで、最低限のリテラシーを身につけて欲しい」としている。
本書を著すきっかけは、メタモル出版から届いた執筆を依頼するメールとされる。ただしメールが届いた当初は、怪しい出版社からのスパムとみなしており相手にしなかったという。しかしメールにおいて同社の書籍としてあげられていた『小児科医ママの「育児の不安」解決BOOK』（ISBN 978-4-89595-837-0）を読み、「この本の出版に関わった人たちは信用できそうである」と判断し、「怪しい本を出している出版社」の中にいる「良い本を出そうとしている人たち」を応援したいと考えたため、執筆の依頼を受けたと述べている。しかしメタモル出版は2017年に倒産し、2018年になって内外出版社から新装版が刊行されている。内容に大きな変更はないが、「はじめに」のみは大幅に書き直したとしており、全文がブログにおいて公開されている。

## 評価
西日本新聞の記事では、医学論文や疫学データに基づいた本であるが、文章はわかりやすいと評されている。そして「動機が善意であったとしても、医療に関する不正確な情報を拡散することは患者さんの不利益になる」という主張には納得したとしている。毎日新聞の記事においても、医学論文を踏まえて「ニセ医学」の誤解や危険性を理解しやすい文章で指摘した本と評されている。朝日新聞の書評において荻上チキは、「ニセ医学」に対して論理的な批判を加えた本であると評しており、インフォームド・コンセントの習慣をいかし「ニセ医学」を信奉する人々の気持ちを頭ごなしに否定していない点を評価している。
BLOGOSのインタビュー記事やSYNODOSのコーナー「新刊著者インタビュー」のほか、日経メディカルの書籍紹介や『ダ・ヴィンチ』のコーナー「レコメンド20」においても紹介されている。月刊誌『きょうの健康』のコーナー「"健康"の本棚」では、「ニセ医学がどうしてインチキなのか」を丁寧に解きほぐした本であると評しており、「医療・健康に携わる者は正確な情報を発信すべき」という主張が伝わってくるとしている。また自分たちが「ニセ医学に加担してしまってはいないか」ということも考えさせられるとしている。堀川大樹は本書について、既にこの分野についてある程度知識のある読者でも楽しめる内容である一方、「ニセ医学につかまりやすい人々」にも読んでほしい本であるが、著者名が「NATROM」であるのは初学者を遠ざける効果があるかもしれないという危惧を表明している。